# Наконечний Андрій Михайлович
Андрі́й Миха́йлович Наконе́чний (31 травня 1905, Урмань, Австро-Угорщина — 15 вересня 1983, Тернопіль, Україна) — укр. живописець, творив у жанрі візантійського іконопису, наставником його був польський професор Кароль Гомоляш. Виконував на замовлення Андрея Шептицького копії фресок каплиці Чесного Христа у Вавелі — резиденції польських королів, виконану українськими майстрами у XVI ст.

## Життєпис

### Дитинство
Андрій Наконечний народився 31 травня 1905 року в селі Урмані, нині Тернопільського району, в сім'ї Михайла та Пелагії Наконечних, заможних сільських господарів. У сім'ї було шестеро дітей. Раннє дитинство художника минуло у сприятливих обставинах сімейної злагоди і праці. До того ж, батько був начитаною людиною, любив багато розповідати. Він передплачував різні газети, здебільшого на господарську тематику, в тому числі й «москвофільські» газети з господарськими порадами, за що й поплатився засланням у Талергоф, де і загинув 1914 року. Ще через два роки від «іспанки» померла мати Андрія. В одинадцять років хлопчик осиротів і спізнав гіркоту поневірянь. Зростав у праці, багато малював. Після закінчення початкової школи продовжив навчання в приватній столярній робітні Миколи Когута.
1928 року його призвали до війська польського. Служив на залізниці у Кракові як писар і оформлювач. Там тяжко захворів і був відкликаний від строкової військової служби.

### Студії
У 1929—1933 роках Андрій Наконечний студіював у школі професора Альфреда Терлецького, яка діяла при Краківській Академії Красних Мистецтв.
Основою його творчості стає іконопис. Його навіть назвали «українським Леонардо» за те, що створив свій власний стиль, його роботи впізнавали й належно оцінювали.

### Воєнні роки
У роки війни художник переїхав до Львова, де, крім малярства, займався політичною діяльністю, брав участь в акті проголошення самостійної Української Держави. Але почалися нацистські репресії, і більшість його творів (ікони, історичні композиції, пейзажі) пропали.

### Повоєнні роки
Важкими видалися для художника повоєнні роки. «Записаних» чотири класи освіти вберегли від арешту. Андрій Наконечний трудився у каменоломні, в лісовому господарстві, згодом малярем у Бережанському шляховому відділі, з яким незабаром переїхав до Тернополя.
Під час хрущовської «відлиги» відважився дати на обласну виставку самодіяльних художників кілька краєвидів. Їх помітили, почали хвалити. Художник зорієнтувався, що це небезпечно. Все ж таки зробив спробу утвердитися: подав документи з проханням прийняти його до Спілки художників.
Найважчими виявились останні десять літ. Прикутий до ліжка паралічем (1973—1983), Андрій Наконечний не переставав цікавитися мистецтвом, літературою. 15 вересня 1983 р. Наконечний помер. Похований у Бережанах.

## Творча діяльність та ідентичність
Доля художника незвичайна. Широка популярність його релігійного живопису, і раптом — смертельна небезпека з боку можновладців. У зв'язку з цим видавав себе за людину, яка здобула 4-и класи освіти і до малярства не має ніякого відношення. І лише після смерті, в січні 1991 р. в залі Тернопільського краєзнавчого музею відбулася перша персональна виставка творів митця, які зберегла родина. Це було справжнє відкриття.
У дванадцятирічному віці намалював декорацію для аматорської вистави, якою користувалися понад 40 років. Андрій Наконечний відбував службу в польському війську, де теж знаходив можливість малювати. Його захоплення помітили і стали доручати йому оформлювальні роботи. Згодом військовики рекомендували його на навчання до приватної школи професора Гофмана.
Шлях у мистецтві Андрієві Наконечному допоміг вибрати художник Кароль Гомоляш, професор Краківської Академії, порадивши ґрунтуватися на традиціях візантійського малярства. Відтоді релігійний живопис став головним у його творчості. Згодом митець потрапив під опіку Митрополита Андрея Шептицького, який замовляв, зокрема, копії фресок каплиці Чесного Хреста в резиденції польських королів у Вавелі.
Повернувшись до рідного села, Андрій Наконечний малює серію ікон, кольорових репродукцій, ряд етюдів з краєвидами урманських околиць. Цей період особливо плідний у житті художника.
Його картини можна умовно поділити на іконописні, пейзажні, портретні. У Настасівській церкві дивом збереглися рукописи й образи, які А. Наконечний створив разом із колегами Дам'яном Горняткевичем, Андрієм Лепким і Михайлом Зорієм, розписавши церкву в селі Настасів Тернопільського повіту ще 1932 року.

## Доробок
Іконопис:
- «Ісус Христос»,
- «Святі Ольга та Володимир»,
- «Вознесіння»,
- «Хрещення»,
- «Благовіщення»
- «Божа Мати Заступниця Соборної України» 1943 р.

Пейзажі:
- «З рідного Урманя»,
- «Тернопіль».

Історичні полотна:
- «Козак на могилі»,
- «Євангеліє».